# WGC - Bridgestone Invitational 2011
De WGC - Bridgestone Invitational van 2011 wordt van 3 - 7 augustus gespeeld op de Firestone Country Club in Akron, Ohio.
De winnaar van 2010 was Hunter Mahan, zijn winnende score was -12. Voor 2011 is het prijzengeld € 5.804.071, waarvan de winnaar ruim een miljoen euro krijgt. 

## Verslag
Voor Tiger Woods, die dit toernooi zeven keer won, is dit het eerste toernooi sinds zijn knieblessure in mei. Hij heeft ook zijn caddie Steve Williams na twaalf jaren ontslagen en diens voorganger Byron Bell weer als caddie meegenomen. Door zijn afwezigheid is hij op de wereldranglijst gezakt naar de 21ste plaats.
Ronde 1
De par van de baan is 70.

Clubhouse leaders werd Rory Sabbatini met een score van -4. Jason Day heeft ook urenlang aan de leiding gestaan met -7 maar uiteindelijk ging Adam Scott, die Steve Williams van Tiger Woods heeft overgenomen, met -8 (dat bleef het toernooirecord) aan de leiding en ging Jason Day naar de tweede plaats. 
Ronde 2
Er kwamen een aantal spelers op -8, de enige die hen van de eerste plaats kon verstoten was Jason Day, die ook -8 had maar nog enkele joles moest spelen. Hij eindigde met een bogey en zakte naar de 5de plaats. 
Ronde 3
Ronde 3 heeft nog steeds Adam Scott aan de leiding. Jason Day is terug op de tweede plaats en heeft verrassend de 19-jarige Ryo Ishikawa naast zich gekregen. De top zit dicht bij elkaar.
Ronde 4
Tiger Woods zal menig toeschouwerd hebben teleurgesteld, hij speelde slechts enen ronde onder par. Toch steigt hij door dit resultaat weer naar de top-100 van de Amerikaanse ranking.
 Ryo Ishokawa voldeed aan alle verwachtingen, hij zorgde voor de nodige spanning toen hij na zes holes gelijk met Adam Scott op -13 stond. Het duurde echter niet lang. Adam Scott liep uit en won met -16. Scott verdient deze week ruim € 1.000.000, Steve Williams zal daarvan 10% krijgen. 
- Leaderboard

| Naam             | R1 | Score | Nr  | R2 | Score | Totaal | Nr  | R3 | Score | Totaal | Nr  | R4 | Score | Totaal | Nr  |
| ---------------- | -- | ----- | --- | -- | ----- | ------ | --- | -- | ----- | ------ | --- | -- | ----- | ------ | --- |
| Adam Scott       | 62 | -8    | 1   | 70 | par   | -8     | T1  | 66 | -4    | -12    | 1   | 66 | -4    | -16    | 1   |
| Rickie Fowler    | 68 | -2    | T18 | 64 | -6    | -8     | T1  | 69 | -1    | -9     | T6  | 66 | -4    | -13    | T2  |
| Luke Donald      | 68 | -2    | T18 | 69 | -1    | -3     | T21 | 64 | -6    | -9     | T6  | 66 | -4    | -13    | T2  |
| Jason Day        | 63 | -7    | 2   | 70 | par   | -7     | T5  | 66 | -4    | -11    | T2  | 69 | -1    | -12    | T4  |
| Ryo Ishikawa     | 67 | -3    | T13 | 68 | -2    | -5     | T13 | 64 | -6    | -11    | T2  | 69 | -1    | -12    | T4  |
| Martin Laird     | 66 | -4    | T4  | 67 | -3    | -7     | T5  | 67 | -3    | -10    | T4  | 72 | +2    | -8     | T11 |
| Fredrik Jacobson | 68 | -2    | T18 | 66 | -4    | -6     | T11 | 67 | -3    | -9     | T6  | 71 | +1    | -8     | T11 |
| Keegan Bradley   | 67 | -3    | T13 | 65 | -5    | -8     | T1  | 68 | -2    | -10    | T4  | 74 | +4    | -6     | T15 |
| Robert Karlsson  | 68 | -2    | T18 | 65 | -5    | -7     | T5  | 72 | +2    | -5     | T14 | 70 | par   | -5     | T17 |
| D.A. Points      | 66 | -4    | T4  | 70 | par   | -4     | T14 | 72 | +2    | -2     | T25 | 68 | -2    | -4     | T20 |
| Nick Watney      | 65 | -5    | T3  | 70 | par   | -5     | T10 | 70 | par   | -5     | T14 | 73 | +3    | -2     | T23 |
| Ryan Moore       | 66 | -4    | T4  | 66 | -4    | -8     | T1  | 74 | +4    | -4     | T18 | 72 | +2    | -2     | T23 |
| Tiger Woods      | 68 | -2    | T18 | 71 | +1    | -1     | T39 | 72 | +2    | +1     | T38 | 70 | par   | +1     | T38 |
| Stewart Cink     | 66 | -4    | T4  | 70 | par   | -4     | T14 | 71 | +1    | -3     | T20 | 75 | +5    | +2     | T45 |
| Rory Sabbatini   | 66 | -4    | T4  | 77 | +7    | +3     | T57 | 71 | +1    | +4     | T58 | 69 | -1    | +3     | T48 |

| Leider |  | Toernooirecord |

## De spelers
De winnaars van de toernooien die op de PGA Tour (Greenbrier Classic) en de Europese Tour (Irish Open) gespeeld worden in de week voor deze Invitational krijgen een uitnodiging.
Het spelersveld zal 35 spelers van de Europese Tour hebben, inclusief Luke Donald en Lee Westwood, de twee hoogstgeplaatste spelers op de Official World Golf Ranking.
| - Robert Allenby - Stuart Appleby - Arjun Atwal - Aaron Baddeley - Thomas Bjørn - Keegan Bradley - Jonathan Byrd - Paul Casey - K.J. Choi - Stewart Cink - Darren Clarke (2003) - Jason Day - Luke Donald - Simon Dyson (winnaar Iers Open) - Ernie Els - Ross Fisher, DNS - Rickie Fowler - Harrison Frazar - Jim Furyk - Sergio García - Lucas Glover - Retief Goosen - Richard Green - Bill Haas (winnaar Greenbrier Classic) - Anders Hansen - Peter Hanson - Pádraig Harrington - Charley Hoffman - Yuta Ikeda - Ryo Ishikawa - Fredrik Jacobson - Miguel Ángel Jiménez - Dustin Johnson - Zach Johnson - Robert Karlsson - Martin Kaymer - Kyung-tae Kim - Matt Kuchar - Martin Laird | - Pablo Larrazábal - Thomas Levet DNS - Hunter Mahan (2010) - Matteo Manassero - Graeme McDowell - Rory McIlroy (2003) - Phil Mickelson - Edoardo Molinari - Francesco Molinari - Ryan Moore - Alexander Norén - Sean O'Hair - Geoff Ogilvy - Louis Oosthuizen - Hennie Otto - Jeff Overton - Jae-bum Park - D.A. Points - Ian Poulter - Alvaro Quiros - Justin Rose - Rory Sabbatini - Charl Schwartzel - Adam Scott - Heath Slocum - Brandt Snedeker - Scott Stallings - Brendan Steele - Steve Stricker - David Toms - Bo Van Pelt - Jhonattan Vegas - Nick Watney - Bubba Watson - Lee Westwood - Mark Wilson - Gary Woodland - Tiger Woods (1999, 2000, 2001, 2005, 2006, 2007, 2009) - Y.E. Yang |

DNS = did not show : stond op de lijst maar is niet gekomen.